# Coming Home (Falling in Reverse)
Coming Home è il quarto album in studio del gruppo rock statunitense Falling in Reverse, pubblicato nel 2017.

## Tracce
1. Coming Home – 4:54
2. Broken – 3:55
3. Loser – 4:13
4. Fuck You and All Your Friends – 3:11
5. I Hate Everyone – 3:39
6. I'm Bad at Life – 3:55
7. Hanging On – 3:48
8. Superhero – 3:13
9. Straight to Hell – 3:50
10. I Don't Mind – 4:24
11. The Departure – 4:48

Edizione deluxe e digitale - Tracce bonus
1. Right Now – 3:28
2. Paparazzi – 4:02